# Supremi apostolatus
Supremi apostolatus (en español, [Del]  supremo apostolado) es la duodécima encíclica de León XIII, publicada el 1 de septiembre de 1883. Se trata de la primera de las once encíclicas que escribió el papa recomendando el rezo del santo rosario. En esta encíclica lo hace consagrando  el mes de octubre de ese año a la Reina del Rosario, concediendo distintas indulgencia a quienes se unan a al rezo del rosario en ese mes.

## Encíclicas de León XIII sobre el rosario
Dentro de los escritos marianos de León XIII, se encuentra un conjunto de once encíclicas sobre el Rosario. Un buen número de ellas suponen un exhortación a los obispos para que promuevan el rezo del rosario, de modo que durante el mes de octubre se rece el rosario de modo solemne en las principales iglesias de sus diócesis; por este motivo, varias de sus encíclicas las publica en septiembre, o a finales de agosto, para preparar el que, denominó, mes de Nuestra Señora del Rosario. Concedió además especiales indulgencias para los fieles que participasen en esas ceremonias. Algunas de estas encíclicas desarrollan con cierta amplitud aspectos doctrinales de la devoción a la Virgen, o de su intercesión por los que acuden a Ella en sus necesidades.
La opción del papa por el rezo de Rosario, para defender la fe y la vida cristiana, fue lógica y eficaz. De hecho a partir de su pontificado el Rosario ha conseguido el rango de la categoría de una devoción cercana a la liturgia de la Iglesia.

## Contenido de la encíclica
Supremi Apostolatus officio quo fungimur et longe difficili horum tempori conditione quotidie magis admonemur ac propemodum impelliraui , ut quo graviores incidunt Ecclesiae calamitates , eo impensius eius tutelae incoiumitatique consulamus.
El apostolado supremo que Nos está confiado y las circunstancias difíciles por las que atravesamos, Nos advierten a cada momento e imperiosamente Nos empujan a velar con tanto más cuidado por la integridad de la Iglesia cuanto mayores son las calamidades que la afligen.

Expone así el papa, las causas que le mueven a unir a su defensa de la fe la petición de la ayuda divina, para lo que acudir a la Virgen María es el medio más eficaz, pues su Hijo la situó en la cúspide de la gloria para socorrer a la humanidad. María ha sido el amparo de la Iglesia en los tiempos difíciles, así lo atestigua la historia, y recuerda especialmente el papel que desempeñó Santo Domingo de Guzmán, y su difusión del Santo Rosario, en la defensa de la fe frente a los albigenses.
También en el siglo XVI, la Iglesia regida en ese momento por Pío V, invocó a la Virgen con el rezo del Rosario, para salvar a la cristiandad del peligro turco. El mismo papa, en agradecimiento por la victoria de Lepanto, consagró una fiesta en honor de María de las Victorias; y Gregorio XIII sancionó esa festividad con el nombre de Virgen del Rosario; una festividad que Clemente XI la decreto para la Iglesia Universal.
El papa se refiere sucintamente al fomento de esta devoción por sus antecesores

Urbano IV aseguró que el rosario proporcionaba todos los días ventajas al pueblo cristiano; Sixto V dijo que ese modo de orar cedía en mayor honra y gloria de Dios, y que era muy conveniente para conjurar los peligros que amenazaban al mundo; León X declaró que se había instituido contra los heresiarcas y las perniciosas herejías, y Julio III le apellidó loor de la Iglesia. San Pío V dijo también del Rosario que, con la propagación de estas preces, los fieles empezaron a enfervorizarse en la oración y que llegaron a ser hombres distintos a lo que antes eran; que las tinieblas de la herejía se disiparon, y que la luz de la fe brilló en su esplendor. Por último, Gregorio XIII declaró que Santo Domingo, había instituido el Rosario para apaciguar la cólera de Dios e implorar la intercesión de la bienaventurada Virgen María.

El papa considera que, en el momento en que escribe, se presentan para la Iglesia peligros similares a aquellos que fueron superados con la ayuda de la Virgen, por eso, a fin de curar los males de esta época, quiere valerse del rezo del rosario, y con ese fin quiere consagrar el mes de octubre de ese año a la Reina del Rosario, decretando que en todo el orbe se celebre con especial solemnidad la festividad del rosario de modo que, desde el primero de octubre hasta el segundo día de noviembre se recen en todas las iglesias parroquiales, y en las iglesias y capillas dedicadas a la Virgen que el ordinario considere oportuno, al menos cinco misterios del rosario, seguidos de las letanías lauretanas; a ello se unirá la celebración de la misa, la exposición del Santísimo, recomendando que las cofradías del Santo Rosario lo canten en procesión. El papa concedió también diversas indulgencias a los fieles que acudiesen a esos actos; ya aquellos no pudiesen acudir e hiciesen en privado.
Concluye la encíclica suplicando a Dios, por intercesión de la Santísima Virgen, que derrame su gracia sobre los destinatarios de la encíclica e impartiendo a ellos, a su clero y al pueblo encomendado su bendición apostólica.